# 木舟城
木舟城（きふねじょう）は、富山県高岡市福岡町木舟にあった日本の城（平城）。木船城、貴船城とも書く。富山県指定史跡。とやま城郭カードNo.31。

## 規模
主郭の北と南にも郭を構え、三重の堀に囲まれていた。更に周囲は湿地帯であった。城下町は東西1.2キロメートル、南北1キロメートル程度であったとみられる。

## 歴史
元暦元年（1184年）、木曾義仲に従って前年の倶利伽羅峠の戦いで活躍した越中国の豪族、石黒光弘によって築かれ、以後石黒氏が治めた。
文明13年（1481年）8月、越中国福光城主石黒光義が医王山惣海寺と組んで越中一向一揆勢の瑞泉寺門徒らと戦うが敗退（田屋川原の戦い）。光義ら一族は安居寺で自害し石黒氏本家が衰退。その後徐々に木舟石黒氏が勢力を強める。
天文年間（1532年 - 1554年）、木舟城主石黒左近将監が越中国安楽寺城を攻めて城主高橋與十郎則秋を討っている。
永禄9年（1566年）、城主石黒成綱が一向一揆方の小倉六右衛門が拠る越中国鷹栖館並びに越中国勝満寺を攻め、これらに放火している。
天正年間（1573年 - 1591年）、越中国中田城、越中国柴田屋館（天正3年(1575年)頃か）を攻めたとされる。
天正2年（1574年）7月、上杉謙信に攻め落とされて臣従した。
天正5年（1577年）12月23日に書かれたとみられる『上杉家家中名字尽』に石黒左近蔵人（成綱）の名が見える。
天正6年（1578年）、上杉謙信の死去を契機に成綱は上杉家を離反して織田信長方についた。
天正8年（1580年）2月、天正9年（1581年）4月と2度にわたって一向一揆勢の重要拠点で当時上杉方だった越中国安養寺御坊（勝興寺）を焼き討ち、結果焼亡させているが、その直後に勝興寺の訴えを聞いた上杉景勝配下の吉江宗信によって木舟城は攻め落とされた。因みに同年7月、成綱を始めとする石黒一門30人が信長に近江国佐和山城へと呼び出されたが、その意図が彼らの暗殺である事に気づいた一行は逃走を図るも、近江国長浜で丹羽長秀配下の兵に追いつかれて皆殺しに遭い、豪族としての石黒氏は滅亡している（成綱の子は後に加賀藩に仕えている）。
同年7月、織田方の圧力に抗し切れず宗信が木舟城から海路を使って退去した。結果木舟城は織田方の手に落ちて佐々成政の支配下に入り、重臣佐々平左衛門が入った。
天正12年（1584年）、佐々軍15000名、能登国末森城攻略のため木舟城を出発するも撤退（末森城の戦い）。
天正13年（1585年）5月、木舟城主佐々平左衛門が越中国守山城主神保氏張、越中国井波城主前野勝長と共に、前田方の越中国今石動城を攻めたが、守将の前田秀継、利秀親子によって撃退された（今石動合戦）。
同年8月、豊臣秀吉の北国征伐（富山の役）により成政が降伏（なお、この時に成政は大した抵抗もせずに降伏したといわれているが、成政軍の一部が木舟城辺りで夜討ちを仕掛け、前田軍に数十人の死傷者が出たという記述もある。成政降伏後に前田軍が慰霊祭を行ったとされるが、その時の死者に対して行なわれたものと思われる）。木舟城は前田氏の支配下に入り、前田利家の末弟である秀継が城主となって4万石を与えられた。
同年11月、天正大地震発生。これにより城の地盤が3丈（約9メートル）も陥没。木舟城は倒壊して秀継夫妻は多くの家臣等と共に圧死した。遺体が見つかったのは3日も後のことだったという。また城下も壊滅的な打撃を受けた。遺領は秀継の子である利秀が継いで木舟城に入った。
天正14年（1586年）5月、利秀が上洛途中の上杉景勝を木舟城にて迎えているが、震災の痛手からの立て直しは困難であるとの判断から、その年のうちに廃城となる。行政機能は今石動城に移され、城下の民は四散した。小矢部市の今石動城下に残る糸岡町、鍛冶町、御坊町、越前町などの（旧）町名は木舟城下にあった町名に由来しているという。慶長14年（1609年）に高岡城が築かれるとゆかりの町人が移住し、今日に木舟町の名を遺している。

## 現在
僅かに残る土塁と後年建てられた石碑のみである。小矢部市との市境に接する立地条件ゆえ、その周辺はのどかな散居村に囲まれている。
石黒成綱が防衛と物資補給の基地として下屋敷を構えていた場所に宝性寺が建っていたが、その庭園は下屋敷時代のものであるとされ、「左近の庭」と名付けられている。
城跡一帯（0.2ha）は木舟城址公園として、1984年（昭和59年）12月27日に開設された。

## 参考論文
- 安達正雄「白山大地震により埋没した「帰雲城」と「木舟城」」『日本海域研究所報告』8号、1976年。
- 安達正雄「白山大地震により埋没した「帰雲城」と「木舟城」―第2報 両城主の家系図の検討―」『日本海学会誌』1号、1977年。
- 安達正雄「白山大地震により埋没した「帰雲城」と「木舟城」―第3報 内ヶ島系図と石黒氏系図の研究―」『日本海域研究所報告』9号、1977年。
- 安達正雄「白山大地震により埋没した「帰雲城」と「木舟城」―第4報 内ヶ島氏および石黒氏の家臣達―」『日本海学会誌』2号、1978年。
- 安達正雄「白山大地震により埋没した「帰雲城」と「木舟城」―第5報 両城主と一向一揆―」『日本海域研究所報告』10号、1978年。
- 安達正雄「白山大地震により埋没した「帰雲城」と「木舟城」―第6報 両城主をめぐる地震の被害、震度分布、余震等について―」『日本海学会誌』3号、1979年。
- 安達正雄「越中木舟城主・前田秀継の信仰について」『石川郷土史学会々誌』38号、2005年。
- 福岡町教育委員会 編『戦国の終焉:よみがえる天正の世のいくさびと:木舟城シンポジウム解説図録』2002年。
- 福岡町教育委員会 編『木舟城跡発掘調査報告 : 範囲確認調査報告』2002年。
- 越前慎子「木舟城跡周辺の遺跡にみられる地震痕跡」『古代学研究』158号、2002年。
- 木舟城シンポジウム実行委員会 編『戦国の終焉:よみがえる天正の世のいくさびと:木舟城シンポジウム開催記』六一書房、2004年。